# Ширмер, Генрих Эрнст
Генрих Эрнст Ширмер (норв. Heinrich Ernst Schirmer, 27 августа 1814 — 6 декабря 1887) — архитектор немецкого происхождения, наиболее известным своей работой в Норвегии. Ширмер работал в Норвегии с 1838 по 1883 год и оставил свой след в ряде общественных зданий. Он внёс значительный вклад в внедрение швейцарского архитектурного стиля в Норвегии, частично основанного на итальянском стиле виллы, готическом возрождении и неоклассицизме.

## Биография
Генрих Эрнст Ширмер родился в Лейпциге, Германия. Он был сыном мельника и помещика Иоганна Готтлиба Ширмера (1776—1816) и его жены Йоханны Софи Кюне.
Он получил архитектурное образование в художественных академиях в Дрездене с 1831 по 1834 год и в Мюнхене с 1834 по 1837 год. В Мюнхене на него повлиял немецкий архитектор-неоклассик Лео фон Кленце и его идеи национального строительства и городского дизайна.
Ширмер был менеджером по строительству при восстановлении собора Осло между 1849 и 1850 годами. В 1853 году он вступил в партнёрство с другим архитектором немецкого происхождения Вильгельмом фон Ханно. Их сотрудничество продлилось до 1864 года. Среди их работ были больница Гаустад, церковь Танген (1854), церковь Вестре Акер (1853—1855) и церковь Эстре Акер (1857—1860). Ширмер и Ханно спроектировали все станции на первой норвежской железнодорожной линии.
После того, как партнерство с Вильгельмом фон Ханно было расторгнуто, Ширмер снова работал один и построил ряд представительных зданий и церквей в Христиании, а также в других норвежских городах.
Среди более поздних работ Ширмера — проекты церквей в Эксендале (1864), Орсте (1864), Фискуме (1866, сожженный 1902), Харэйде (1877) и Вартдале (1877). Первым большим заказом Ширмера была реставрация собора Нидарос, который тогда находился в руинах. Он начал предварительные исследования собора в 1841 году, закончил чертежи в 1845 году, а работы по реконструкции начались в 1869 году. Одной из последних крупных работ Ширмера в Норвегии было создание корпусов в Университетской больнице Осло — Rikshospitalet, построенной между 1874 и 1883 годами, и Ullevål в 1887 году.

## Личная жизнь
Он женился 25 февраля 1843 года в Христиании на Софи Оттилие Ширмер, урожденной Майор (1821—1861). Их сыновья Адольф Ширмер (1850—1930) и Герман Майор Ширмер (1845—1913) также были известными архитекторами в Норвегии.

## Награды
Ширмер назначен рыцарем Норвежского королевского ордена Святого Олафа в 1860 году и был почётным членом Christiania Kunstforening (ныне Художественная ассоциация Осло).